# Міжнародний конкурс скрипалів Олега Криси
Міжнародний конкурс скрипалів Олега Криси (англ. Oleh Krysa International Violin Competition) — перший в Україні професійний конкурс академічних скрипалів, започаткований в 2013 році у м. Львові незалежною організацією ГО "Мистецьке об'єднання «Світ класичної музики» («СКМ»).

## Організатори
Засновник та організатор конкурсу — президент ГО "МО «СКМ» Сергій Подолянчук. 
Патрон та голова журі конкурсу — всесвітньо відомий скрипаль, професор Олег Криса, життєвий та творчий шлях якого розпочався у Львові.
До складу журі конкурсу запрошені всесвітньо відомі скрипалі та професори з різних країн світу, такі як: Кшиштоф Якович (Польща), Крістіан Альтенбургер (Австрія), Сачіка Мізуно (Японія), Валерій Ворона(Росія), Володимир Заранський (Україна), Едвард Зєнковскі (Австрія), Пяйвют Меллер (Фінляндія).

## Умови
Конкурс проводиться з періодичністю раз на три роки.
Учасники конкурсу нагороджуються грошовими преміями: гран-прі — 20 000 євро, перша премія — 15 000 євро, друга — 10 000 євро, третя — 7 000 євро та 5 спеціальних нагород по 1 000 євро.
Унікальність конкурсу полягає в тому, що конкурс проводиться незалежною організацією без будь-якого втручання державних та інших музичних структур. Процедура голосування сувора і таємна. У бюлетенях зі спеціальним захистом членом журі виставляються оцінки — бали від 0 до 18, після чого за спеціальною формулою виводиться середній бал учасникові конкурсу. Член журі не знає, який бал поставив інший член журі. Всі подальші процедури (підрахунок балів, тощо) проводяться організаційним комітетом конкурсу в присутності спеціально залученої незалежної аудиторської компанії, що робить конкурс безпрецедентним та унікальним у всьому світі! Член журі не бере участь в оцінюванні конкурсанта, якщо останній є його учнем, або перебуває у сімейних стосунках.

## Перший міжнародний конкурс скрипалів Олега Криси 2013

### Учасники конкурсу скрипалів Олега Криси 2013 року
1. Лев Солодовніков (Росія)
2. Ярослав Бронзей (Україна)
3. Ган Кси (США)
4. Устина Біль (Україна)
5. Саори Нагасака (Японія)
6. Ярина Ясницька (Україна)
7. Світлана Безотосна (Росія)
8. Георгій Соколов (Україна)
9. Ї-Йон Гонґ (Південна Корея)
10. Джінг Ксінг (Китай)
11. Наталя Коляда (Україна)
12. Лета Чін (США — Тайвань)
13. Назар Федюк (Україна)
14. Роман Холматов (Україна)
15. Галина Корінець (Україна)
16. Джонґ Да Сол (Канада)
17. Маркіян Мельниченко (Австралія)

### Лауреати конкурсу 2013 року
- Да Сол Джонґ (Канада) — I Премія
- Маркіян Мельниченко (Австралія) — I Премія
- Лев Солодовніков (Росія) — II Премія
- Ї-Йон Гонґ (Південна Корея) — II Премія

Рішенням журі Гран-прі та Третю премію не присуджено

### Журі конкурсу 2013 року
| - Олег Криса — (США) — Голова журі - Кшиштоф Якович — (Польща) Віце-голова журі - Володимир Заранський — (Україна) Віце-голова журі - Валерій Ворона— (Росія) — Член журі | - Сачіка Мізуно — (Японія) — Член журі - Матіс Вайцнер — (Франція) — Член журі - Анатолій Баженов — (Україна) — Член журі - Крістіан Альтенбургер —(Австрія) — Член журі |

Генеральний спонсор конкурсу 2013 року — торгова марка «Світоч» (Львів, Україна)

## Другий міжнародний конкурс скрипалів Олега Криси 2016

### Програма відбору
1. Й. С. Бах. Partita № 3 in E major BWW1006a для скрипки соло (Preludio) або (Loure) або (Gavotte en Rondeau)
2. Н. Паганіні. Один з каприсів op. 1

### Учасники конкурсу скрипалів Олега Криси 2016 року
Вік конкурсанта повинен бути не менше 15 і не більше 29 років на момент відкриття конкурсу.
| № п/п | Ім'я                   | Країна         | І тур (місце, бали) | ІІ тур (місце, бали) | ІІІ тур (місце, бали) | Фінал      |
| ----- | ---------------------- | -------------- | ------------------- | -------------------- | --------------------- | ---------- |
| 1     | Анна Мілман Мощенко    | Іспанія        | 18 (13,0000)        | -                    | -                     | -          |
| 2     | Су Джанґ               | Південна Корея | 16 (13,4000)        | -                    | -                     | -          |
| 3     | Александра Квятковська | Польща         | 21 (10,8000)        | -                    | -                     | -          |
| 4     | Шусаку Като            | Японія         | 4 (17,1429)         | 4 (16,6667)          | 4 (14,5000)           | Лауреат    |
| 5     | Альона Єфіменко        | Україна        | 22 (9,6667)         | -                    | -                     | -          |
| 6     | Кристал Лі             | США            | 13 (15,0000)        | 13 (11,2500)         | -                     | -          |
| 7     | Джі-Єон Лі             | США            | 9 (15,6667)         | 3 (17,0000)          | 6 (12,7500)           | Лауреат    |
| 8     | Яна Стадник            | Україна        | 10 (15,6000)        | 8 (15,6667)          | -                     | Спец. приз |
| 9     | Антоній Кедровський    | Україна        | 8 (16,0000)         | 10 (13,3333)         | -                     | -          |
| 10    | Галина Корінець        | Україна        | 20 (11,2000)        | -                    | -                     | -          |
| 12    | Костянтин Лукинюк      | Україна        | 2 (17,7143)         | 8 (15,0000)          | -                     | -          |
| 13    | Еймі Вакуй             | Японія         | 3 (17,5714)         | 1 (17,1667)          | 2 (17,0000)           | II Премія  |
| 14    | Олег Курочкін          | Україна        | 6 (16,8571)         | 9 (13,6667)          | -                     | -          |
| 15    | Антоній Інгелевич      | Польща         | 1 (17,8333)         | 11 (13,0000)         | -                     | -          |
| 16    | Камі Гаві Гелм         | Франція        | 18 (13,0000)        | -                    | -                     | -          |
| 18    | Меруерт Карменова      | Казахстан      | 12 (15,1667)        | 6 (16,0000)          | 3 (15,5000)           | III Премія |
| 19    | Еллі Сах               | США            | 5 (17,1667)         | 2 (17,5714)          | 1 (17,2857)           | I Премія   |
| 20    | Євгеній Дегтярьов      | Україна        | 23 (9,3333)         | -                    | -                     | -          |
| 21    | Джевон Кім             | Південна Корея | 14 (14,4000)        | 6 (16,0000)          | -                     | -          |
| 22    | Субаю Жанґ             | КНР            | 15 (14,2500)        | -                    | -                     | -          |
| 23    | Янґ Джун Лі            | Південна Корея | 17 (13,3333)        | -                    | -                     | -          |
| 24    | Девід Тобін            | Ірландія       | 18 (13,0000)        | -                    | -                     | Спец. приз |
| 25    | Ярослава Милявська     | Україна        | 19 (11,6667)        | -                    | -                     | Спец. приз |
| 26    | Євгеній Дегтярьов      | Україна        | 17 (13,3333)        | -                    | -                     | -          |
| 27    | Роксана Квасніковська  | Польща         | 7 (16,5000)         | 5 (16,5000)          | 5 (13,7500)           | Лауреат    |
| 28    | Мірай Оцука            | Японія         | 8 (16,0000)         | 14 (10,6667)         | -                     | -          |
| 29    | Юкіно Оцука            | Японія         | 11 (15,2500)        | 12 (12,5000)         | -                     | -          |

### Журі конкурсу 2016 року[1]
- Олег Криса — (США) — Голова журі, всесвітньо відомий скрипаль, гордість м. Львова та України, професор Істменської школи музики в Рочестері (штат Нью-Йорк, США)
- Кшиштоф Якович — (Польща) — Віце-голова журі, професор музичного університету ім. Ф. Шопена в м. Варшава та музичної академії в м. Осака
- Сачіка Мізуно — (Японія) — Член журі, професор музичного коледжу в м. Сензоку, концертмейстер Йокогамського камерного оркестру «Віртуози»
- Володимир Заранський — (Україна) — Член журі, професор Національної музичної академії ім. М.Лисенка
- Юрій Мазуркевич— (США) — Член журі, професор Університету в м. Бостон;
- Пяйвют Меллер — (Фінляндія) — Член журі, професор Академії ім. Я. Сібеліуса в м. Гельсінки
- Едвард Зєнковскі — (Австрія) — Член журі, професор Віденського університету музики та виконавського мистецтва (mdw)

## Третій міжнародний конкурс скрипалів Олега Криси 2019
ІІІ Міжнародний конкурс скрипалів Олега Криси 2019